# Classe Kamikaze
La classe Kamikaze (神風型駆逐艦?, Kamikazegata kuchikukan), meno nota come classe Kiyokaze (清風型駆逐艦?, Kiyokazegata kuchikukan), era composta da nove cacciatorpediniere di squadra e appartenne alla Marina imperiale giapponese. Fu progettata subito dopo la fine della prima guerra mondiale e rappresentò una versione leggermente ingrandita e migliorata della precedente e riuscita classe Minekaze: ne mantenne l'armamento su quattro cannoni da 120 mm Type 3, tre impianti binati di lanciasiluri da 533 mm e un comparto di mine, cui si aggiunsero lanciatori per bombe di profondità. Più pesanti dei predecessori, i Kamikaze erano capaci di velocità massime un poco inferiori (37 nodi).
La classe entrò in servizio nella prima metà degli anni venti e per oltre un decennio formò parte del nucleo dell'arma silurante della Marina nipponica; fu poi progressivamente assegnata a incarichi di seconda linea con l'introduzione di cacciatorpediniere più avanzati. Le unità tipo Kamikaze formarono la 5ª e la 29ª Divisione (quattro navi ciascuna), mentre la capoclasse divenne ammiraglia della 1ª Divisione: durante la guerra nell'Oceano Pacifico ebbero parte nelle prime operazioni e una di esse, lo Hayate, fu affondata dinanzi all'Isola di Wake nella fase iniziale della battaglia omonima, primo vascello giapponese a essere perduto nelle ostilità. I restanti otto cacciatorpediniere andarono dunque incontro a un intenso servizio di scorta ai traffici navali, di difesa delle maggiori unità da guerra, di pattugliamenti anti-sommergibile, di rischiose missioni di trasporto in tutto l'Impero giapponese. Alla fine del conflitto solamente il Kamikaze e l'Harukaze erano ancora a galla, ma quest'ultimo in uno stato di trascuratezza tale che fu demolito. Il Kamikaze fu invece utilizzato per rimpatriare i militari smobilitati ma, arenatosi davanti a Omaezaki nel 1946, fu smantellato prima della fine del 1947.

## Progetto
Nel corso della seconda metà della prima guerra mondiale l'Impero giapponese aveva progettato una classe di cacciatorpediniere di squadra prendendo spunto da modelli britannici e poi tedeschi; queste navi mettevano l'accento su un'alta velocità e un congruo armamento silurante, che nella Marina nipponica aveva sempre avuto primaria importanza. La nuova classe Minekaze si caratterizzò per un'accentuata insellatura tra il ponte di comando e il castello di prua, i cannoni disposti su piedistalli sopraelevati, i tre impianti di lanciasiluri doppi e forti prestazioni velocistiche: il progetto, sebbene afflitto da alcune carenza, fu in generale molto apprezzato negli ambienti militari e furono ordinate quindici unità. Dopo la conclusione del conflitto la Marina imperiale, in pressante necessità di naviglio silurante moderno, redasse i programmi navali per il 1921 e il 1922 che comprendevano altri undici esemplari della classe; queste navi, però, erano di dimensioni un poco superiori e dovevano basarsi sugli ultimi tre cacciatorpediniere tipo Minekaze, che montavano i cannoni in una configurazione migliore rispetto alle navi sorelle. Inoltre, per il secondo gruppo, fu richiesto di meglio proteggere il ponte di comando con piastre in acciaio e furono apportate alcune altre modifiche secondarie: siccome l'apparato motore non fu potenziato, fu prevista una leggera diminuzione della velocità massima. Stanti le piccole differenze ormai sorte tra i Minekaze e il secondo lotto ordinato, si preferì infine riunire le undici navi in una nuova classe di "cacciatorpediniere oceanici di prima classe" (di squadra), secondo la definizione ufficiale allora in uso.

## Caratteristiche generali

### Scafo e dotazioni
I cacciatorpediniere tipo Kamikaze presentavano una lunghezza fuori tutto di 102,56 metri (97,50 metri tra le perpendicolari) e una larghezza massima di 9,14 metri, come i Minekaze; il pescaggio era però di 3,05 metri, dovuto all'aumentato dislocamento di 1422 tonnellate, che a pieno carico raggiungeva le 1748 tonnellate (con beneficio per la stabilità). L'incremento di peso era dovuto all'introduzione di una torre di comando con plancia dotata di tetto in acciaio corazzato, al posto del precedente telone in canapa spessa. L'equipaggio invece rimase formato da 148 tra ufficiali, sottufficiali e marinai.

### Impianti propulsivi
Fu mantenuto l'impianto propulsore della classe precedente, il quale era composto da quattro caldaie Kampon e da due turbine a ingranaggi a vapore Parsons; a ciascuna di queste era vincolato un albero motore dotato di elica. Questo sistema sviluppava una potenza di 38500 shp, ma il dislocamento superiore dei Kamikaze ridusse la velocità massima a 37,2 nodi (71 km/h). L'alimentazione avveniva mediante olio combustibile, del quale a bordo era tenuta una riserva di 420 tonnellate, di poco superiore ai Minekaze. Essa garantiva un'autonomia massima di 3600 miglia alla velocità di 14 nodi (circa 6670 chilometri a 26,6 km/h) e i fumi di combustione erano convogliati in due fumaioli.

### Armamento

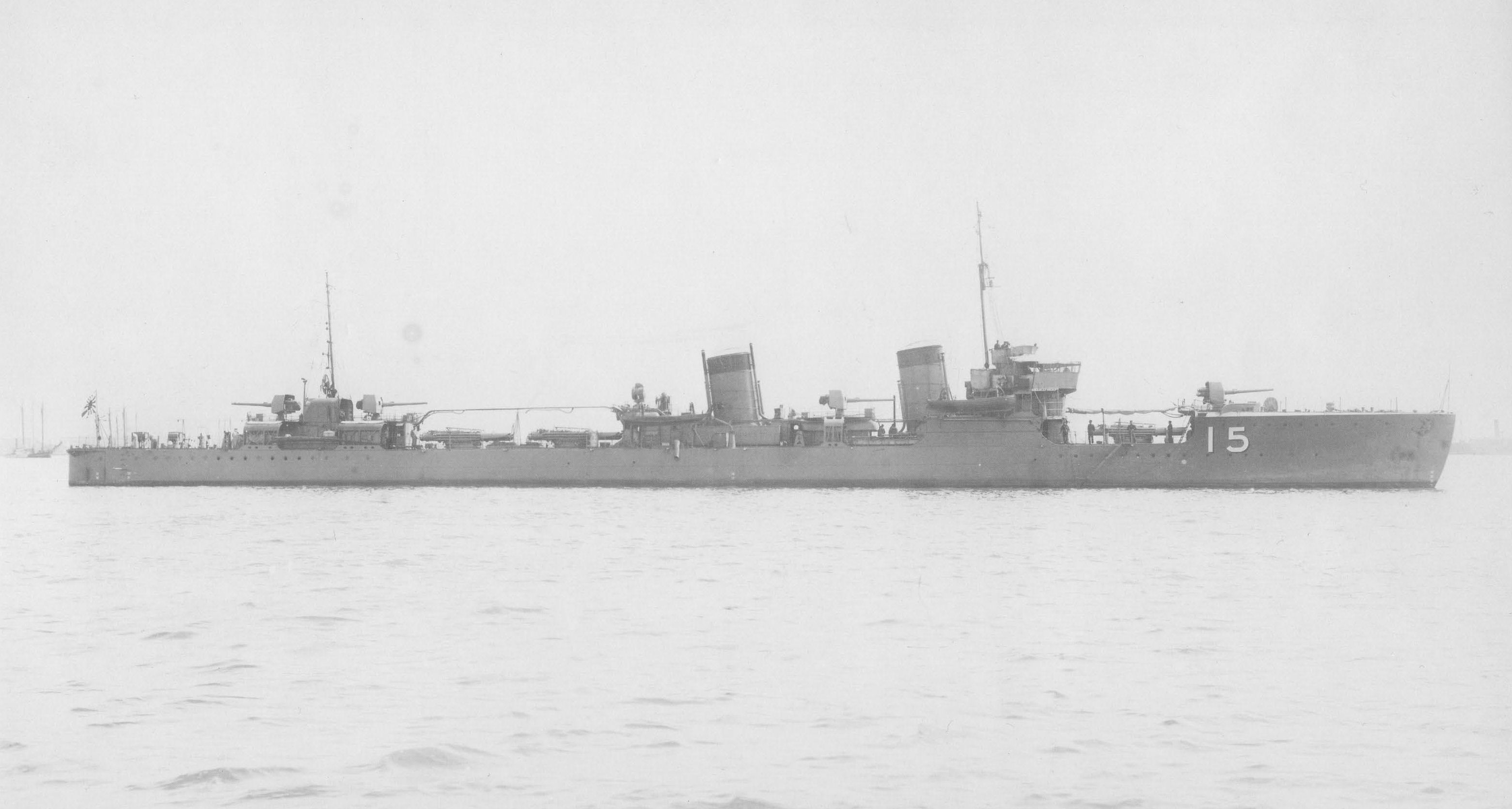
Questa eccellente immagine dello Asanagi permette di apprezzare la sistemazione dell'armamento e il profilo tipico della classe

La dotazione offensiva di bordo, distribuita lungo l'asse longitudinale dello scafo, si rifaceva alla configurazione adottata sugli ultimi tre esemplari (Nokaze, Namikaze, Numakaze) in quanto più ergonomica per la sistemazione dei depositi di munizioni. I quattro cannoni Type 3 da 120 mm lunghi 45 calibri (L/45) disponibili, infatti, si trovavano uno sul castello di prua davanti alla plancia, uno tra i fumaioli e due a poppa: il quarto pezzo era rivolto in ritirata, gli altri tre in caccia. Ciascun cannone era piazzato su un piedistallo individuale e disponeva di una propria scudatura, che forniva modesta protezione sul frontale e sui lati. Il Type 3 era capace di sparare una granata da 20 chili alla velocità iniziale di 825 m/s, con una gittata massima di circa 16000 metri; la cadenza di tiro era di un colpo ogni 12 secondi. Ciascun pezzo era brandeggiato manualmente e si trovava piuttosto esposto alle intemperie e alle schegge di bomba. Anche l'armamento silurante (che godeva di particolare attenzione nella Marina imperiale) era lo stesso dei Minekaze, tre impianti binati brandeggiabili di tubi lanciasiluri Type 6, dei quali uno sito nell'insellatura e gli altri due tra il secondo fumaiolo e la bassa sovrastruttura poppiera; essi erano stati però asserviti a motori elettrici che velocizzavano il brandeggio. Tutti e tre utilizzavano il siluro Type 6, un ordigno del calibro di 533 mm, lungo 6,70 metri, propulso a vapore e con una testata esplosiva di 200 chili (circa un settimo del peso complessivo); poteva essere lanciato alla velocità di 36, 32 o 26 nodi e raggiungere rispettivamente una portata di 7000, 10000 e 15000 metri. La posizione dell'apparato lanciatore di prua si confermò, tuttavia, troppo esposta in condizioni di mare mosso, con ricadute negative su funzionalità ed efficienza.
Infine erano disponibili due mitragliatrici leggere Lewis da 7,7 mm, montate individualmente e deputate alla difesa contraerea, venti mine con i relativi strumenti di posa e, sul rotondo di poppa, un apparato di sminamento per operare come dragamine e bonificare tratti di mare. Lo Asanagi, lo Yunagi e lo Hayate, le ultime tre navi a essere ordinate, furono i soli a essere dotati sullo scalo di due lanciatori di bombe di profondità Type 81 ai lati della poppa: ognuno era servito da una rotaia che facilitava lo spostamento e il caricamento degli ordigni.

## Costruzione
Gli esemplari della classe furono ordinati nei programmi navali per l'espansione della marina del 1921-1922; i costi furono suddivisi negli anni fiscali del 1918 (tre navi), del 1920 (due navi) e del 1923 (quattro navi). Tuttavia la stipula del trattato navale di Washington, avvenuta nel febbraio 1922, vincolava i firmatari a limitazioni al tonnellaggio per le varie categorie di navi: pertanto gli ultimi due vascelli furono cancellati nel marzo 1922, ancor prima che la loro chiglia venisse posata. Inizialmente fu deciso di assegnare un nome proprio a ogni unità e le prime tre furono chiamate Kiyokaze, Karuikaze e Makaze; sembra inoltre che anche le due cui si era rinunciato avessero già ricevuto i nomi Okaze e Tsumujikaze. Le convenzioni allora vigenti e da poco apporvate, però, imponevano di indicare i cacciatorpediniere di qualsiasi tipo con numeri e, di conseguenza, la lista di nomi fu messa da parte; i Kamikaze furono designati con numeri dispari dall'1 al 17 (1-Gō kuchikukan, 3-Gō kuchikukan ecc. – "cacciatorpediniere Numero 1", "cacciatorpediniere Numero 3"), in quanto i pari furono assegnati agli appartenenti della classe Wakatake, la cui fabbricazione avvenne in parallelo. Solamente il 1º agosto 1928, dopo la modifica dei regolamenti, i cacciatorpediniere poterono avere nomi propri: il gruppo divenne pertanto la classe Kamikaze, dalla eponima prima unità che fu ribattezzata secondo una nuova lista. Difatti anche il Karuikaze divenne Asakaze e il Makaze fu cambiato in Harukaze.
I cacciatorpediniere classe Kamikaze furono impostati tra il dicembre 1921 e il settembre 1923, varati tra il settembre 1922 e il novembre 1924 e completati tra il dicembre 1922 e la fine del 1925. La costruzione fu appaltata a diversi cantieri navali e arsenali di proprietà della Marina imperiale: cinque esemplari furono forniti dal cantiere della Mitsubishi a Nagasaki e dall'arsenale di Maizuru, mentre i cantieri Uraga, Ishikawajima (a Tokyo), Fujinagata (a Osaka) e l'arsenale di Sasebo completarono un'unità ciascuno.

## Unità
| Nome                           | Cantiere              | Impostazione      | Varo              | Completamento    | Destino finale |
| ------------------------------ | --------------------- | ----------------- | ----------------- | ---------------- | --- |
| Kamikaze (ex 1-Gō kuchikukan)  | Nagasaki (Mitsubishi) | 15 dicembre 1921  | 25 settembre 1922 | 28 dicembre 1922 | Consegnatosi nel settembre 1945, adoperato per il rimpatrio delle truppe demilitarizzate, incagliatosi vicino Omaezaki il 7 giugno 1946 e demolito sul posto entro il 31 ottobre 1947 |
| Asakaze (ex 3-Gō kuchikukan)   | Nagasaki (Mitsubishi) | 16 febbraio 1922  | 8 dicembre 1922   | 16 giugno 1923   | Affondato il 24 agosto 1944 da un sommergibile a ovest di Luzon (16°06′N 119°44′E) |
| Harukaze (ex 5-Gō kuchikukan)  | Maizuru               | 16 maggio 1922    | 18 dicembre 1922  | 31 maggio 1923   | Consegnatosi danneggiato nel settembre 1945, demolito nel 1947 |
| Matsukaze (ex 7-Gō kuchikukan) | Maizuru               | 2 dicembre 1922   | 30 ottobre 1923   | 5 aprile 1924    | Affondato il 9 giugno 1944 da un sommergibile a sud-est di Chichi-jima (26°59′N 143°13′E)                                                                                             |
| Hatakaze (ex 9-Gō kuchikukan)  | Maizuru               | 3 luglio 1923     | 15 marzo 1924     | 30 agosto 1924   | Affondato il 15 gennaio 1945 in un attacco aereo a Takao (22°37′N 120°15′E) |
| Asanagi (ex 15-Gō kuchikukan)  | Fujinagata (Osaka)    | 5 marzo 1923      | 21 aprile 1924    | 29 dicembre 1924 | Affondato il 22 maggio 1944 da un sommergibile a ovest-nord-ovest di Chichi-jima (28°20′N 138°57′E)                                                                                   |
| Yunagi (ex 17-Gō kuchikukan)   | Sasebo                | 17 settembre 1923 | 23 aprile 1924    | 24 maggio 1925   | Affondato il 25 agosto 1944 da un sommergibile a nord-ovest di Luzon (18°46′N 120°46′E)                                                                                               |
| Oite (ex 11-Gō kuchikukan)     | Uraga (Tokyo)         | 16 marzo 1923     | 27 novembre 1924  | 30 ottobre 1925  | Affondato il 16 febbraio 1944 nel bombardamento aereo di Truk (7°40′N 151°45′E) |
| Hayate (ex 13-Gō kuchikukan)   | Ishikawajima (Tokyo)  | 11 novembre 1922  | 23 marzo 1925     | 21 novembre 1925 | Affondato l'11 dicembre 1941 da artiglieria costiera al largo dell'Isola di Wake (19°16′N 166°37′E)                                                                                   |

## Modifiche al progetto

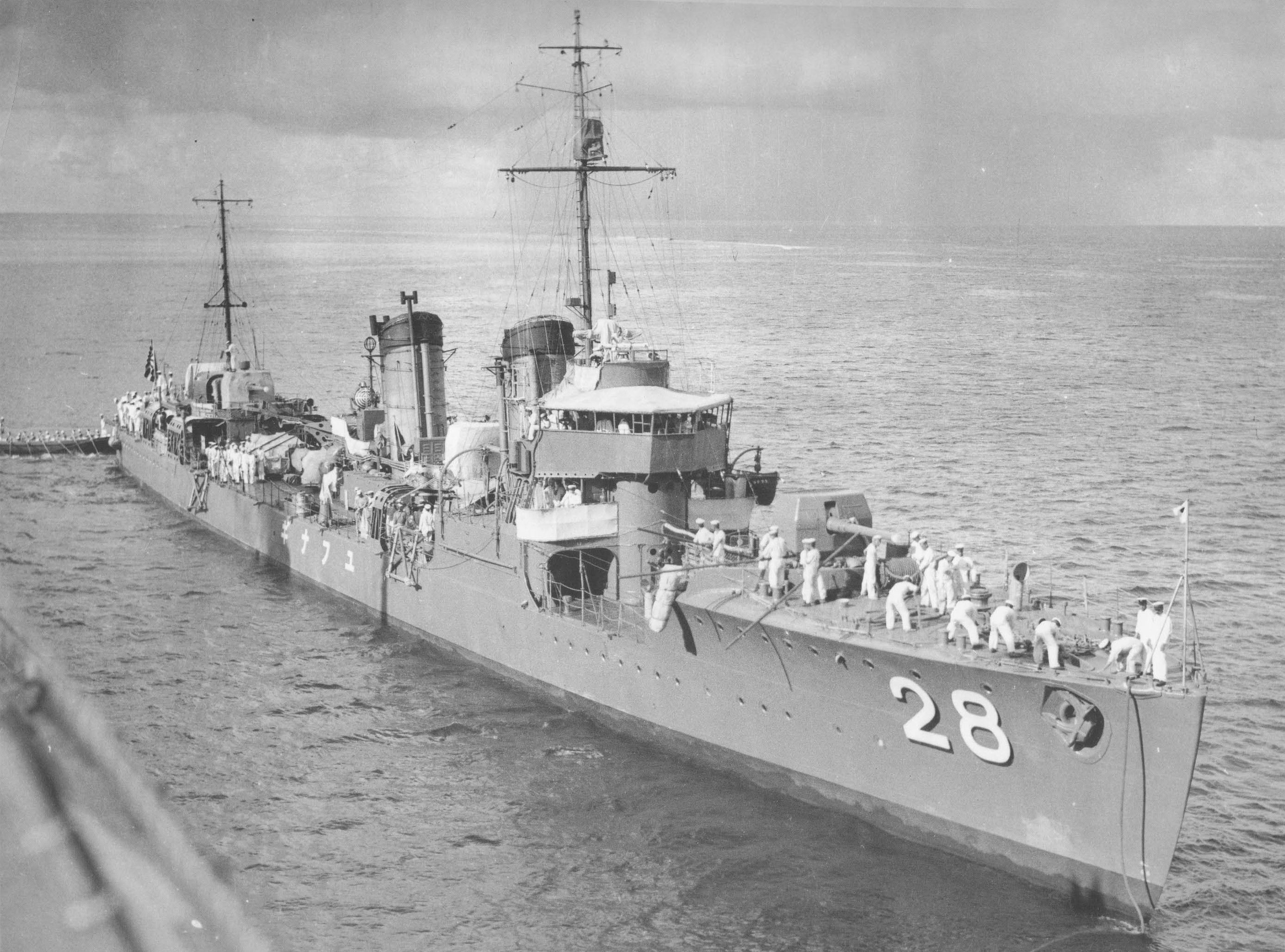
Lo Yunagi, il più noto esemplare della classe Kamikaze per la sua partecipazione a diverse battaglie navali

Le navi non subirono a lungo alcuna modifica e non figurarono tra le unità afflitte da gravi problemi di stabilità, resi evidenti dal capovolgimento della torpediniera Tomozuru (marzo 1934) e dal disastro della 4ª Flotta, sorpresa da un tifone che danneggiò pesantemente vari incrociatori e cacciatorpediniere (settembre 1935). Solo nel corso del 1939 i sei Kamikaze privi di equipaggiamento adatto alla lotta antisommergibile furono dotati di quattro lanciatori; anche l'Asanagi, lo Yunagi e l'Hayate ebbero due ulteriori lanciatori. La scorta di ordigni per ciascun cacciatorpediniere ammontava a diciotto.
Eccettuato l'Hayate, perduto al largo dell'Isola di Wake l'11 dicembre 1941, i Kamikaze servirono durante la guerra in Asia e nel Pacifico in ruoli di scorta, vigilanza e protezione; alcuni esemplari, comunque, parteciparono con profitto a battaglie navali, come lo Yunagi. La classe fu estesamente modificata soprattutto per incrementarne le capacità contraeree: progressivamente, tra il 1942 e il 1944, le unità rinunciarono a uno o entrambi i cannoni da 120 mm di poppa, all'impianto lanciasiluri numero 3 e alle mitragliatrici leggere per aggiungere un numero variabile di cannoni Type 96 da 25 mm L/60, organizzati di solito in tre/cinque installazioni binate e in una decina di affusti individuali. Le unità che sopravvissero ben dentro il 1944, inoltre, furono armate anche con quattro mitragliatrici pesanti Type 93 da 13,2 mm, per quanto poco efficaci a quel punto del conflitto, e accrebbero la riserva di bombe di profondità a trentasei/quarantotto ordigni. Tali modifiche innalzarono il dislocamento standard a 1547 tonnellate e fecero diminuire la velocità massima a 35 nodi.
Non si hanno molte notizie precise riguardo l'implementazione di un sistema radar sui Kamikaze. È certo che lo Yunagi, a metà 1944, era stato dotato di un Type 13 da ricerca aerea, montato sull'albero maestro come da prassi per i cacciatorpediniere imperiali. Si trattava di un apparato introdotto alla fine del 1943, capace di localizzare un gruppo di velivoli alla distanza di poco meno di 100 chilometri, sebbene la sua portata effettiva fosse di quasi 150 chilometri.